# 金背杜鹃
金背杜鹃（学名：Rhododendron clementinae ssp. aureodorsale）为杜鹃花科杜鹃花属下的一个亚种。

## 扩展阅读
- 維基物種上的相關：金背杜鹃